# Geschubde dikkop
De geschubde dikkop (Rhagologus leucostigma) is een zangvogel uit de familie Rhagologidae die alleen voorkomt in bossen in de berggebieden van Nieuw-Guinea.

## Herkenning
De vogel is 15 tot 16,5 cm lang en weegt 24 tot 29 g. Het is een onopvallende vogel die een verborgen leefwijze heeft. Het mannetje en het vrouwtje verschillen weinig en ze zijn overwegend olijfbruin met een patroon van schubben in het verenkleed. Het "gezicht" is oranjebruin, de kruin en het voorhoofd zijn grijs en op de borst en flanken hebben de veren lichte uiteinden waardoor het schubbenkarakter wordt versterkt. Het mannetje van de ondersoort  R. l. obscurus is praktisch helemaal grijs gekleurd.

## Verspreiding en leefgebied
Deze soort is endemisch in de bergen van Nieuw-Guinea en telt twee ondersoorten:
- R. l. leucostigma: de Vogelkop en westelijk-centraal Nieuw-Guinea.
- R. l. obscurus: centraal en zuidoostelijk Nieuw-Guinea.

Het is een vogel van montaan bos en secundair bos tussen de 820 en 2900 m boven de zeespiegel, meestal tussen 1500 en 2500 m.

## Status
De grootte van de wereldpopulatie is niet gekwantificeerd. Door zijn verborgen leefwijze is er weinig over de vogel bekend. Mogelijk is de vogel plaatselijk algemener dan tot nu toe aangenomen. Om deze redenen staat de geschubde dikkop als niet bedreigd op de Rode Lijst van de IUCN.